# پادشاهی کردستان
پادشاهی کردستان دولتی کوتاه‌مدت بود  و پس از فروپاشی امپراتوری عثمانی در شهر سلیمانیه در پایتخت آن برپا شد. منطقه رسماً تحت صلاحیت عراق تحت قیمومت بریتانیا بود.

## تاریخ
در جریان فروپاشی امپراتوری عثمانی، کردهای عراق تلاش کردند تا یک کشور مستقل از مردم عرب و ترک ایجاد کنند. آنها حداقل در یک فرصت موفق شدند و به رهبری شاه محمود برزنحی، کشور پادشاهی کردستان را تشکیل دادند که از سپتامبر ۱۹۲۲ تا ژوئیه ۱۹۲۴ ادامه داشت.
در ۱۰ اکتبر ۱۹۲۱، بیانیه‌ای در سلیمانیه، پایتخت پادشاهی کردستان، برای تأسیس دولت پادشاهی کردی صادر شد. شاه محمود برزنجی خود را به عنوان پادشاه کردستان اعلام کرد.
پس از پیمان سور که برخی مناطق را آباد کرد، سلیمانیه همچنان تحت کنترل مستقیم کمیساریای عالی انگلیس باقی ماند. پس از نفوذ بعدی گروه «اوزدمیر» ترک به منطقه، انگلیسی‌ها سعی کردند تا با تعیین مجدد فرمانداری شاه‌محمود، در سپتامبر ۱۹۲۲، مقابله کنند. شاه‌محمود دوباره قیام کرد و در ماه نوامبر خود را پادشاه کردستان اعلام کرد. اعضای کابینه وی شامل:
- شیخ قادر حافید - نخست‌وزیر
- عبدالکریم آلاکا، کرد مسیحی - وزیر دارایی
- احمد بگی کیف فتح - وزیر گمرک
- حاجی ملا سعید کرکوکلی - وزیر دادگستری
- هما عبدالله آقا - وزیر کار
- مصطفی پاشا یامولکی - وزیر آموزش و پرورش[۵]
- شیخ محمد غریب - وزیر کشور
- زکی صاحبقران - وزیر دفاع ارتش پادشاهی کردستان

شاه محمود در ژوئیه ۱۹۲۴ از انگلیس شکست خورد و در ژانویه ۱۹۲۶، اتحادیه ملل با پیش‌بینی حقوق ویژه کردها، این قلمرو را به عراق بازگرداند. در سال‌های ۱۹۳۰–۱۹۳۱، شاه‌محمود برزنجی آخرین تلاش ناموفق خود را انجام داد.
فرماندهی نیروی هوایی سلطنتی انگلیس در عراق به نمایندگی از دولت عراق در بغداد نقش مهمی در پایان دادن به پادشاهی کردستان داشت.

## موارد دیگر
- جمهوری آرارات
- جمهوری مهاباد
- اقلیم کردستان عراق